# Miloň Čepelka
Miloň Čepelka (* 23. září 1936 Pohoří u Opočna) je český básník, tvůrce haiku, prozaik, textař, herec, zpěvák, scenárista, moderátor a cimrmanolog.

## Život
Absolvoval gymnázium v Dobrušce a následně obor český jazyk a literatura na Vysoké škole pedagogické v Praze (1954–1958). Zde byl spolužákem Zdeňka Svěráka a seznámil se tu i s Ladislavem Smoljakem. Po vystudování učil tři roky na základní škole v Novém Kníně, kde vstoupil do KSČ. Poté v roce 1961 nastoupil jako redaktor do Československého rozhlasu. Traduje se, že ho tam přivedl jeho přítel Jiří Šebánek. Jde ovšem o omyl – zatímco Šebánek v Československém rozhlasu už několik let pracoval, Čepelka tam nastoupil jako úplný nováček, aniž by tam někoho znal, a se Šebánkem se spřátelil až tam. Šebánek mu v následující době dělal mentora. V roce 1967 se stali spoluzakladateli Divadla Járy Cimrmana. Roku 1969 vystoupil z KSČ a současně, aby předešel připravovanému vyhazovu na začátku normalizace, z rozhlasu dobrovolně odešel „na volnou nohu“. Po roce 1990 se do rozhlasu vrátil a po několik let připravoval na ČRo 2 – Praha pořad Dechovková hitparáda.[zdroj?]
Je moderátorem následujících pořadů: Knižní hitparáda na Country radiu, pořadu Dechovka, to je moje, vysílaný ČRo České Budějovice a ČRo Region Jihlava.[zdroj⁠?!] Pořad vysílá i stanice Český rozhlas Dvojka[zdroj⁠?!] a pořadu Písničky s Miloněm na Radio dechovka.[zdroj⁠?!]
Je autorem několika televizních a rozhlasových her, pohádek, písňových textů, zábavných a literárních pořadů, několika básnických sbírek, tří novel a jedné knihy povídek. Jako jediný z cimrmanologů dlouhodobě působil jak v divadelní družině okolo Svěráka a Smoljaka, tak i v Šebánkově Salonu Cimrman.[zdroj?]
Se svojí manželkou Hanou Šotovou má dva syny – Jana a Josefa Čepelkovy, pojmenované po obou jeho dědečcích. Jeho vnuk je zase po něm Miloň.[zdroj?]
„Tehdy býval v jednom sloupci kalendář katolický, ve druhém český. A v něm u data 31. srpna našli Miloně, zatímco vedle byl katolický Raimund. Dnes je tam Pavlína. I když to bylo kalendářově doloženo, opočenský pan děkan namítal, že v církevním jmenném seznamu takové jméno není. A když otec trval na svém, tak mě prý pan farář pokřtil jako Amadea. Uzpůsobil si mě do latiny: amo znamená miluji, k tomu má Miloň blízko. V křestním listě mám ale správně Miloň, žádný Amadeus.“
V roce 2023 u příležitosti státního svátku 28. října mu prezident republiky udělil medailí Za zásluhy I. stupně v oblasti kultury a umění.

## Divadelní role
- Akt (Žílová)
- Vyšetřování ztráty třídní knihy (ministr školství; zemský školní rada; ředitel školy)
- Hospoda Na mýtince (hrabě von Zeppelin)
- Vražda v salónním coupé (Hlaváček; Trachta)
- Němý Bobeš (hajný Mikovec / baron Walther von Grünbach / Wassermann)
- Cimrman v říši hudby (inženýr Vaněk)
- Dlouhý, Široký a Krátkozraký (princ Jasoň / princ Drsoň)
- Posel z Liptákova
  - Posel světla (matka; otec; Zábavný Artur)
  - Vizionář (Ptáček; Hlavsa; František)
- Lijavec (Pihrt)
- Dobytí severního pólu (lékárník)
- Blaník (učitel Josef Bohuslav Chvojka)
- Záskok (šikovatel Vogeltanz)
- Švestka (Emilka Najbrtová / Jenny Suk / Andulka Šafářová)
- Afrika (Cyril Metoděj)
- České nebe (Babička; Jan Ámos Komenský)

Miloň Čepelka patří mezi herci DJC k vůbec nejlépe disponovaným zpěvákům, což uplatnil zejména jako hrabě von Zeppelin v Hospodě Na mýtince a jako inženýr Vaněk v Úspěchu českého inženýra v Indii. Dokonce pěvecky vystoupil po boku profesionálních zpěváků na představení operety Proso v podání Českého národního symfonického orchestru (2013).[zdroj?]

## Literární dílo
- Když se dnes nevrátím (1964), básnická sbírka
- Běží ježek alejí (1965), básně pro děti
- Salón paní Tellierové (pokrytí svým jménem dílo zakázaného Františka Pavlíčka) (1973), komedie o čtyřech dějstvích volně na motivy Guy de Maupassanta
- Poklesky rozverné snoubenky (1972)
- Pět nocí k úplňku (1990), básnická sbírka
- Abeceda lásky (1995), básnická sbírka
- Dvě básně o smrti (1997), básně
- Bdění ve zvěrokruhu (1999), básnická sbírka
- Mandel sonetů (2003), básnická sbírka
- Jen ještě jednou (2005), básnická sbírka
- Poklesky rozverné snoubenky (2007), novela
- Příliš mnoho pohřbů, aneb, Když květiny promluví (2008), novela
- Deník Haiku (2009), básnická sbírka
- Bezdětný otec a syn (2010), novela
- Svědectví inspektora Toufara a jiné povídky (2011)
- Deník Haiku 2
- Druhý mandel sonetů
- A jestli neumřel... / a jiné povídky/ (2013)
- Třetí mandel sonetů (2014)
- Nedělňátko aneb s Cimrmanem v zádech (2016)
- Monology k živým i mrtvým (2016)
- Nebožtík na rynku (2017)
- Čtvrtý mandel sonetů (2018)
- Skok sem, skok tam (2019)
- Děda jménem Nuel (2019)
- Deník haiku 3 (2020)
- Pokrývač (2021)

## Rozhlasové hry a pohádky
- 1993 – Freony Minihoror. Český rozhlas. Hudební improvizace Emil Viklický. Dramaturg Josef Hlavnička. Režie Jan Fuchs. Účinkují: Václav Vydra, Jan Teplý, Simona Stašová a Jaroslav Kepka.
- 2011 – Krejčí, švec a skřítkové[8]
- 2014 – Výlet do Afriky[9]

## Filmografie
- 1974 – Jáchyme, hoď ho do stroje!
- 1974 – Divadlo Járy Cimrmana: Dlouhý, Široký a Krátkozraký (záznam divadelního představení)
- 1986 – Sardinky aneb Život jedné rodinky (TV film)
- 1987 – Nejistá sezóna
- 1997 – Báječná léta pod psa
- 1997 – Divadlo Járy Cimrmana: Akt (záznam divadelního představení)
- 1997 – Divadlo Járy Cimrmana: Hospoda Na mýtince (záznam divadelního představení)
- 1997 – Divadlo Járy Cimrmana: Lijavec (záznam divadelního představení)
- 1997 – Divadlo Járy Cimrmana: Posel z Liptákova (záznam divadelního představení)
- 1997 – Divadlo Járy Cimrmana: Vyšetřování ztráty třídní knihy (záznam divadelního představení)
- 1997 – Divadlo Járy Cimrmana: Záskok (záznam divadelního představení)
- 1998 – Divadlo Járy Cimrmana: Vražda v salonním coupé (záznam divadelního představení)
- 2001 – Bez tváře
- 2002 – Divadlo Járy Cimrmana: Afrika aneb Češi mezi lidožravci (záznam divadelního představení)
- 2007 – Expedice Altaj – Cimrman mezi jeleny
- 2009 – Divadlo Járy Cimrmana: České nebe aneb Cimrmanův dramatický kšaft (záznam divadelního představení)
- 2021 – Štace Miloně Čepelky (dokumentární film)
- 2023 – Stopy Járy Cimrmana

V kontextu jiných protagonistů Divadla Járy Cimrmana je filmografie Miloně Čepelky dosti skromná, neboť jeho první zkušenost s natáčením (Jáchyme, hoď ho do stroje!) ho příliš nenadchla a o další role neměl zájem. Mimo vystoupení v nahrávaných divadelních představeních pak učinil už jen ojedinělé výjimky. Ve filmu Nejistá sezóna původně také hrát neměl, ale nakonec nahradil Pavla Vondrušku, který svou roli hrát odmítl.[zdroj?]